# Han Hye-jin
Han Hye-jin (한혜진?, 韓惠珍?; Contea di Damyang, 27 ottobre 1981) è un'attrice sudcoreana.
Ha esordito nel mondo della recitazione nel 2002, salendo alla ribalta nel 2005 grazie al ruolo di una giovane vedova ventenne che lavora come parrucchiera nel drama Gutse-eora Geum-sun-a. È nota inoltre per aver interpretato Soseono nell'epopea storica Jumong, la prima donna coreana a praticare la medicina occidentale in Jejungwon, e una tiratrice scelta nella pellicola 26nyeon, adattata dall'omonimo manhwa. Tra il 2011 e il 2013 è stata presentatrice del talk show Healing Camp, gippeuji anihan-ga su SBS TV.
Devota cristiana, il 1º luglio 2013 ha sposato il calciatore Ki Sung-yueng, da cui ha avuto una figlia il 13 settembre 2015.

## Filmografia

### Cinema
- Dugeun-dugeun kungkung (두근두근 쿵쿵?), regia di Do Yeong-hoon (2001) – cortometraggio
- R. U. Ready? (아 유 레디??), regia di Yoon Sang-ho (2002)
- Dalma-ya, Seo-ul gaja (달마야, 서울 가자?), regia di Yook Sang-hyo (2004)
- Yongseoneun eopda (용서는 없다?), regia di Kim Hyeong-jun (2010)
- 26nyeon (26년?), regia di Cho Geun-hyun (2012)
- Le 5 leggende (Rise of the Guardians), regia di Peter Ramsey (2012) – doppiaggio coreano
- Namjaga saranghal ttae (남자가 사랑할 때?), regia di Han Dong-wook (2014)
- Bom (봄?), regia di Cho Geun-hyun (2014)

### Televisione
- Friends (프렌즈?, PeurenjeuLR) – miniserie TV (2002)
- Romance (로망스?, RomangseuLR) – serie TV (2002)
- Hyeon-jeong-a saranghae (현정아 사랑해?) – serie TV (2002)
- Eosa Bak Mun-su (어사 박문수?) – serie TV (2002)
- 1% eotteon geot (1%의 어떤 것?) – serie TV (2003)
- Naega saranghaneun neo (내가 사랑하는 너?) – serie TV (2003)
- Narang 18se (낭랑 18세?) – film TV (2003)
- 2004 in-gansijang (2004 인간시장?) – serie TV (2004)
- Geudaeneun byeol (그대는 별?) – film TV (2004)
- Yeong-ungsidae (영웅시대?) – serie TV (2004)
- Gutse-eora Geum-sun-a (굳세어라 금순아?) – serie TV (2005)
- Jumong (주몽?) – serie TV (2006)
- Terroir (떼루아?, Tteru-aLR) – serie TV (2008)
- Jejungwon (제중원?) – serie TV (2010)
- Gasinamusae (가시나무새?) – serie TV (2011)
- Syndrome (신드롬?, SindeuromLR) – serie TV (2012)
- Ttatteuthan mal hanmadi (따뜻한 말 한마디?) – serie TV (2013)
- Doctors (닥터스?, DakteoseuLR) – serie TV (2016)
- Son kkok japgo, jineun seog-yang-eul baraboja (손 꼭 잡고, 지는 석양을 바라보자?) – serie TV (2018)
- Oechul (외출?) – serie TV (2020)
- Il divorzista (신성한 이혼?, Sin Seong-han ihonLR) – serie TV (2023)

## Riconoscimenti
- KBS Drama Award
  - 2011 – Premio popolarità per Gasinamusae[10]
- Korean Womenlink
  - 2012 – Premio media verdi[11]
- MBC Drama Award
  - 2006 – Premio all'alta eccellenza (attrici) per Jumong[12]
- Mnet 20's Choice Awards
  - 2012 – Stella dei varietà per Healing Camp, gippeuji anihan-ga[13]
- SBS Drama Award
  - 2010 – Premio dei produttori per Jejungwon[14]
- SBS Entertainment Award
  - 2011 – Miglior nuovo presentatore di talk show per Healing Camp, gippeuji anihan-ga[15]
  - 2011 – Candidatura Premio popolarità per Healing Camp, gippeuji anihan-ga[16]
  - 2012 – Premio all'eccellenza (talk show)  per Healing Camp, gippeuji anihan-ga[17]